# Gil María de San José
Gil María De San José, (Tarento, 16 de noviembre de 1729 - Nápoles, 7 de febrero de 1812) nacido Francisco Pontillo, fue un religioso franciscano italiano. Es venerado como santo por la Iglesia Católica italiana.

## Hagiografía
Francesco Antonio Pasquale Domenico Pontillo Procaccio, nació en el municipio de Tarento, de padres italianos muy humildesː Cataldo Pontillo y María Gracia Procaccio. Cataldo murió cuando Francesco tenía 18 años, por lo que él tuvo que hacerse cargo del hogar.
En 1754, ingresó a la Orden Franciscana, en la provincia de Lecce en el convento de Galatone de los franciscanos alcantarianos, cuando contaba con 25 años, por las dificultades económicas que atravesaba su familia. Allí adoptó el nombre de Egidio Maria di San Giuseppe En 1755 inició su profesión religiosa y el 28 de febrero de 1755, fue remitido a Squinzano, en Lecce, como cocinero de los franciscanos del convento.
Fue enviado luego al hospicio de San Pascual en Nápoles, después de una estadía corta en Capurso, en Bari, donde se desempeñó en diversos oficios tales como cocinero, portero y limosnero, donde adquirió gran aprecio de los pobres de la región, y donde permaneció por más de 50 años. Por su trabajo allí se ganó el apelativo de "Consolador de Nápoles"  Además de misionero, Francesco era un monje contemplativo, dedicado a la oración y el ayuno.
Con lujo de detalles, los franciscanos conservan el testimonio de su vida, inclusive los detalles de su muerteː ocurrió el viernes 7 de febrero de 1812, al mediodía, justo en el momento del llamado a eucaristía diario del convento.

## Culto público
Desde antes de su fallecimiento, se le tenía mucho aprecio a fray Gil, por lo que después de su muerte se convirtió en referente de una vida consagrada a Dios.
El Papa Pío Nono, le declaró Siervo de Dios, el 24 de febrero de 1868, más de 50 años después de su muerte. El 5 de febrero de 1888, el Papa León XIII, lo beatificó y finalmente el Papa Juan Pablo II, lo canonizó el 2 de junio de 1996.
Su memoria  litúrgica se celebra el 7 de febrero.